# Grace Conkling
Pour les articles homonymes, voir Conkling.
Grace Walcott Hazard Conkling, connue sous le nom de Grace Conkling, née le 7 février 1878 à New York et morte le 15 novembre 1958 est une poétesse américaine.

## Biographie
Ses parents sont Cristopher Grant Hazard et Frances Post Hazard. Très tôt, Grace Hazard montre de réelles dispositions et un amour pour la musique ; elle entend consacrer sa vie à celle-ci. Elle est diplômée du Smith College en 1899 (elle étudie aussi à Harvard Summer School). Elle passe ensuite un an à New York, comme professeur à la Graham School, puis voyage en Europe, en Allemagne et en France, ou elle étudie la musique et les langues (à l'université d'Heidelberg en 1902-1903, puis à Paris elle étudie l'orgue avec Charles-Marie Widor). Surmenée, elle tombe malade et doit abandonner sa carrière de musicienne. 
En 1905, elle se marie avec Roscoe Platt Conkling à San Antonio; ils vont vivre dans un ranch au Mexique, près de Tampico. Cette période qu'elle chérissait sera évoquée dans nombre de ses poèmes. Après la naissance de leur deuxième enfant, Roscoe Platt quitte le domicile conjugal ; elle demande le divorce et accepte un poste d'enseignante d'anglais au Smith College en 1914. C'est là, tout en enseignant, qu'elle écrit la majeure partie de son œuvre. 
En 1915, elle publie Afternoons in April et Wilderness Songs en 1920. Reconnue, ses poèmes sont publiés dans de nombreux magazines dont les plus prestigieux : Yale Review, Atlantic Monthly, et Harper's. Grace Conkling fut membre de sociétés et clubs dont Poetry Society of America, N.E. Poetry Society, Author's Club of Boston, Women's University Club of New York. En 1930, elle est récompensée d'un MA (Master of Arts) honoraire du Smith College. Elle prend sa retraite en 1947. 
Grace Conkling est la mère d'Elsa et Hilda Conkling auteure prodige de Poems by a Little Girl en 1920 et Shoes of the Wind en 1922.
Le Smith College possède aujourd'hui une résidence artistique Grace Conkling.

## Œuvres
- Afternoons of April, Boston and New York, Houghton Mifflin company, 1915.
- Wilderness songs, New York, H. Holt and company, 1920.
- Primaveral, Poetry:A Magazine of Verse, Chicago, 1921.
- Variations on a theme, Charleston, S.C., Poetry Society of South Carolina, 1922.
- Imagination and children's reading, The Hampshire Bookshop, 1922.
- Ship's log and other poems, A. A. Knopf, 1924.
- Flying fish: a book of songs and sonnets, A.A. Knopf, 1926.
- Witch and other poems, A. A. Knopf, 1929.
- (avec E M Wirdman) Rose rhymes from a child's garden in Mexico, Northampton, Mass.? : s.n., 192-?
- After sunset, Middlebury College. Bread Loaf School of English, 193-?
- I have an understanding with the hills ..., Overbrook press, 1948.